# 1978年の自転車競技
1978年の自転車競技についてまとめる。

## 主なできごと
- 中野浩一、西ドイツ・ミュンヘンで行われた世界選手権・プロスクラッチ決勝で、ディーター・ベルクマンを2-1で下し同大会同種目2連覇。また、菅野良信が3位に入った。
- 世界選手権におけるケイリンの正式種目実現を図るべく、世界選手権開催地のミュンヘンで、競輪選手によるデモンストレーションレースが行われる（1980年に正式種目化される）。
- ベルナール・イノー、1963年のジャック・アンクティル以来、史上2例目となる、ブエルタ・ア・エスパーニャとツール・ド・フランスの同一年度総合優勝を達成。
- 当年のツール・ド・フランス第16ステージのラルプ・デュエズゴールで1位ゴールし、マイヨ・ジョーヌを奪取したミシェル・ポランティエールがレース後、禁止薬物使用発覚を隠蔽するため、プラスチック管を使って、尿をコンドームにしまいこんで隠していたことが発覚したため、失格となる（7月16日、スキン事件とも言われる）。
- エディ・メルクス引退。
- アルベルト・ツヴァイフェル、シクロクロス世界選手権・プロ部門3連覇達成。
- 競輪祭における、前節・全日本新人王戦、後節・全日本競輪王戦という開催方式は当年が最後。

## 主な成績

### ロードレース
- ブエルタ・ア・エスパーニャ：4月25日〜5月14日
  - 総合優勝：ベルナール・イノー（ フランス、ルノー・ジタヌ） 85時間24分14秒
  - ポイント賞：フェルディ・ファン・デン・ハウト（ ベルギー）
  - 山岳賞：アンドレアス・オリバ（ スペイン）
- ジロ・デ・イタリア：5月7日〜5月28日
  - 総合優勝：ヨハン・デ・ミュインク（ ベルギー、ビアンキ・ファーマ） 101時間32分29秒
  - ポイント賞：フランチェスコ・モゼール（ イタリア）
  - 山岳賞：ユーリ・ズッター（ スイス）
- ツール・ド・フランス：6月29日〜7月23日
  - 総合優勝：ベルナール・イノー（ フランス、ルノー・ジタヌ） 112時間03分02秒
  - ポイント賞：フレディ・マルテンス（ ベルギー）
  - 山岳賞：マリアーノ・マルティネス（ フランス）
- 世界選手権・プロロードレース：8月27日、 西ドイツ・ニュルブルク
  - 優勝：ヘリー・クネットマン（ オランダ） 7時間32分04秒
- ミラノ〜サンレモ：4月14日
  - 優勝：ロジェ・デ・フラミンク（ ベルギー）
- ロンド・ファン・フラーンデレン：4月9日
  - 優勝：ワルテル・ホデフロート（ ベルギー）
- パリ〜ルーベ：4月16日
  - 優勝：フランチェスコ・モゼール（ イタリア）
- リエージュ〜バストーニュ〜リエージュ：4月23日
  - 優勝：ジョゼフ・ブリュイエール（ ベルギー）
- ジロ・ディ・ロンバルディア：10月7日
  - 優勝：フランチェスコ・モゼール（ イタリア）
- スーパープレスティージュ
  - 優勝：フランチェスコ・モゼール（ イタリア）

### トラックレース

#### 競輪
- 日本選手権競輪：決勝日・3月28日 いわき平競輪場
  - 優勝：藤巻清志（神奈川）
- 高松宮杯競輪：決勝日・7月4日 大津びわこ競輪場
  - 優勝：阿部良二（岩手）
- オールスター競輪：決勝日・9月26日 西宮競輪場
  - 優勝：天野康博（新潟）
- 競輪祭：競輪王戦決勝日・11月27日、新人王戦決勝日・11月20日 小倉競輪場
  - 全日本競輪王戦優勝：中野浩一（福岡）
  - 全日本新人王戦優勝：吉井秀仁（千葉）
- 賞金王：中野浩一（福岡）- 82,385,200円

### シクロクロス
- 世界選手権自転車競技大会： スペイン・アモレビエタ＝エチャノ
  - プロ優勝：アルベルト・ツヴァイフェル（ スイス）